# Apollo 440
Apollo 440 (auch Apollo Four Forty oder @440) ist eine britische Musikband der elektronischen Musikrichtung Big Beat.
Apollo 440 vermischen in ihrer Musik klassische Rockelemente mit denen des Elektrosounds und waren damit an der Weiterentwicklung des Big Beats beteiligt.

## Gründung und Werdegang
Howard und Trevor Gray sowie der Gitarrist Noko gründeten 1990 die Band. Howard Gray (Toningenieur) und Trevor Gray (gelernter Pianist) brachen bei der Komposition ihrer Musik alle Regeln bekannter Musikstile. Die erste Erfolgssingle Krupa, die 1996 entstand und dem Musiker Gene Krupa gewidmet war, ist noch heute sehr bekannt, da sie eine Zeit lang im Abspann der ran-Fussballsendung auf Sat.1 lief. Auch bekannt ist der Song Stop the Rock, welcher neben dem Song Sell Out von Reel Big Fish als Titelmusik für das Computerspiel Fifa 2000 dient.
Ihren Durchbruch erlebte die Band mit der 1997 erschienenen Single Ain’t Talkin’ ’Bout Dub, die aus dem Album Electro Glide in Blue stammt. Dieses Lied ist die Bearbeitung eines Liedes von Van Halen (Ain’t Talkin’ About Love). Den größten, auch kommerziellen, Erfolg erlangte das 1999 erschienene Album Getting High on Your Own Supply.
Im Jahr 2000 veröffentlichten Apollo 440 einen Soundtrack zu 3 Engel für Charlie als Maxi-CD. Drei Jahre später erschien mit Dude Descending a Staircase ein Doppelalbum.
Nach fast neunjähriger Pause meldeten sich die Musiker um die Gray-Brüder im Jahr 2011 mit einer EP (A Deeper Dub) und im Januar 2012 mit einem Studioalbum The Future’s What It Used To Be zurück. Das Album ist in Deutschland, England und den USA nur als Download verfügbar. In Polen z. B. ist es auch offiziell als CD erhältlich.

## Diskografie

### Studioalben
| Jahr | Titel                           | Höchstplatzierung, Gesamtwochen, AuszeichnungChartplatzierungen (Jahr, Titel, Platzierungen, Wochen, Auszeichnungen, Anmerkungen) | Höchstplatzierung, Gesamtwochen, AuszeichnungChartplatzierungen (Jahr, Titel, Platzierungen, Wochen, Auszeichnungen, Anmerkungen) | Höchstplatzierung, Gesamtwochen, AuszeichnungChartplatzierungen (Jahr, Titel, Platzierungen, Wochen, Auszeichnungen, Anmerkungen) | Höchstplatzierung, Gesamtwochen, AuszeichnungChartplatzierungen (Jahr, Titel, Platzierungen, Wochen, Auszeichnungen, Anmerkungen) | Anmerkungen                             |
| Jahr | Titel                           | DE | AT | CH | UK | Anmerkungen                             |
| ---- | ------------------------------- | --- | --- | --- | --- | --------------------------------------- |
| 1994 | Millennium Fever                | — | — | — | — | Erstveröffentlichung: 17. November 1994 |
| 1997 | Electro Glide in Blue           | DE32 (14 Wo.)DE | AT36 (11 Wo.)AT | CH33 (2 Wo.)CH | UK62 (2 Wo.)UK | Erstveröffentlichung: 3. März 1997      |
| 1999 | Gettin’ High on Your Own Supply | DE50 (4 Wo.)DE | AT41 (1 Wo.)AT | CH44 (2 Wo.)CH | UK20 (3 Wo.)UK | Erstveröffentlichung: 6. September 1999 |
| 2003 | Dude Descending a Staircase     | — | — | — | — | Erstveröffentlichung: 22. Juli 2003     |
| 2012 | The Future’s What It Used to Be | — | — | — | — | Erstveröffentlichung: 30. Januar 2012   |

### EPs
- 1993: Rumble EP
- 2011: A Deeper Dub EP

### Singles
| Jahr | Titel Album                                   | Höchstplatzierung, Gesamtwochen, AuszeichnungChartplatzierungen (Jahr, Titel, Album, Platzierungen, Wochen, Auszeichnungen, Anmerkungen) | Höchstplatzierung, Gesamtwochen, AuszeichnungChartplatzierungen (Jahr, Titel, Album, Platzierungen, Wochen, Auszeichnungen, Anmerkungen) | Höchstplatzierung, Gesamtwochen, AuszeichnungChartplatzierungen (Jahr, Titel, Album, Platzierungen, Wochen, Auszeichnungen, Anmerkungen) | Höchstplatzierung, Gesamtwochen, AuszeichnungChartplatzierungen (Jahr, Titel, Album, Platzierungen, Wochen, Auszeichnungen, Anmerkungen) | Anmerkungen                                              |
| Jahr | Titel Album                                   | DE | AT | CH | UK | Anmerkungen                                              |
| ---- | --------------------------------------------- | --- | --- | --- | --- | -------------------------------------------------------- |
| 1994 | Astral America Millennium Fever               | — | — | — | UK36 (2 Wo.)UK | Erstveröffentlichung: 10. Januar 1994                    |
| 1994 | Liquid Cool Millennium Fever                  | — | — | — | UK35 (2 Wo.)UK | Erstveröffentlichung: 24. Oktober 1994                   |
| 1995 | (Don’t Fear) The Reaper Millennium Fever      | — | — | — | UK35 (2 Wo.)UK | Erstveröffentlichung: 13. März 1995                      |
| 1996 | Krupa Electro Glide in Blue                   | DE38 (14 Wo.)DE | — | — | UK23 (8 Wo.)UK | Erstveröffentlichung: 15. Juli 1996                      |
| 1997 | Ain’t Talkin’ ’bout Dub Electro Glide in Blue | DE13 (19 Wo.)DE | AT32 (2 Wo.)AT | CH18 (15 Wo.)CH | UK7 (8 Wo.)UK | Erstveröffentlichung: 3. Februar 1997                    |
| 1997 | Raw Power Electro Glide in Blue               | — | — | — | UK32 (3 Wo.)UK | Erstveröffentlichung: 23. Juni 1997                      |
| 1998 | Rendez-Vous 98 –                              | — | — | — | UK12 (6 Wo.)UK | Erstveröffentlichung: 11. Mai 1998 mit Jean Michel Jarre |
| 1998 | Lost in Space Gettin’ High on Your Own Supply | DE74 (5 Wo.)DE | — | — | UK4 (10 Wo.)UK | Erstveröffentlichung: 27. Juli 1998                      |
| 1999 | Stop The Rock Gettin’ High on Your Own Supply | DE47 (7 Wo.)DE | — | — | UK10 (8 Wo.)UK | Erstveröffentlichung: 16. August 1999                    |
| 1999 | Heart Go Boom Gettin’ High on Your Own Supply | — | — | — | UK57 (2 Wo.)UK | Erstveröffentlichung: 15. November 1999                  |
| 2000 | Charlie’s Angels 2000 –                       | DE95 (2 Wo.)DE | AT64 (2 Wo.)AT | CH75 (4 Wo.)CH | UK29 (9 Wo.)UK | Erstveröffentlichung: 27. November 2000                  |
| 2003 | Dude Descending a Staircase                   | — | — | — | UK58 (1 Wo.)UK | Erstveröffentlichung: 2003 mit The Beatnuts              |

Weitere Singles
- 1991: Lolita
- 1991: Destiny
- 1992: Blackout
- 1997: Carrera Rapida
- 2001: Say What? (mit 28 Days)

## Auszeichnungen für Musikverkäufe
| Goldene Schallplatte - Polen - 1997: für das Album Electro Glide in Blue - Schweden - 1997: für die Single Ain’t Talkin’ ’bout Dub |

| Land/RegionAuszeichnungen für Musikverkäufe (Land/Region, Auszeichnungen, Verkäufe, Quellen) | Gold     | Platin | Verkäufe | Quellen |
| -------------------------------------------------------------------------------------------- | -------- | ------ | -------- | ------- |
| Polen (ZPAV)                                                                                 | Gold1    | —      | 25.000   | olis.pl |
| Schweden (IFPI)                                                                              | Gold1    | —      | 15.000   | ifpi.se |
| Insgesamt                                                                                    | 2× Gold2 | —      |          |         |